# Associazione italiana per l'agricoltura biologica
L'Associazione italiana per l'agricoltura biologica (AIAB) è un'associazione culturale legata all'agricoltura biologica e ai principi dello sviluppo sostenibile, nata nel 1982 con il nome Coordinamento cos'è biologico. Essa è federata e composta dalle varie associazioni regionali italiane. Nel 1993 un decreto del ministero delle Politiche agricole, alimentari e forestali la autorizzò a svolgere le funzioni di organismo nazionale di controllo, così come gli organismi AgriEcoBio, Amab (Associazione marchigiana per l'agricoltura biologica), Associazione suolo e salute, Bioagricert, Ccpb (Consorzio per il controllo dei prodotti biologici) e Demeter. Nel 2000, con Anab (Associazione nazionale architettura bioecologica), Acu (Associazione consumatori e utenti), Banca etica e Demeter fondò Icea, Istituto per la certificazione etica e ambientale) al quale, con decreto del 18 luglio 2002 il ministero delle Politiche agricole trasferì il suo sistema di controllo e certificazione. Da allora Aiab non svolge più attività di controllo e certificazione, ma opera come soggetto politico culturale per promuovere l'agricoltura biologica .